# Szerbhorváth György
Szerbhorváth György (Topolya, 1972. október 18. –) író, kritikus, újságíró, szerkesztő, szociológus. Horváth László testvére, a Fonó budai zeneház igazgatója.

## Életpályája
Szülei: Horváth László és Erdélyi Erzsébet. A kishegyesi Ady Endre általános iskola, majd a zentai gimnázium (jogi szak) elvégzése után 1993-1998 között az ELTE Bölcsészettudományi Kar Szociológiai Intézetében tanult, szociológia és médiaszociológia szakon végzett. 2022 márciusában védte meg doktori disszertációját (PhD) az ELTE Társadalomtudományi Kar Szociológia Doktori Iskolájában. Doktori fokozatot 2023-ban kapott.
1996–1999 között az újvidéki Symposion felelős szerkesztője. 1998-1999 között a 021-es Rádió magyar adásának főszerkesztője, 1999–2001 között budapesti tudósítója.1998–2000 közt a Magyar Hírlapban jelentek meg írásai. 2005-től 2008-ig a Népszabadság tévékritikusa. 1999–2001 között a Magyar Narancs (MaNcs) újságírója.
1997 óta az Élet és Irodalomban publikál. 2011 óta az Átlátszó.hu szakirodalom blogjának szerzője. 
2000 óta a veszprémi Ex Symposion szerkesztője. 2003–2004-ben az újvidéki Multirádió munkatársa. 2007–2011 közt a Magyar Rádió dolgozója, 2008-2010-ben az Elemző és Statisztikai Osztály vezetője. 2013–2015-ben a Beszélő.hu szerkesztője. 
Írásai szerb, horvát, angol, német, angol nyelven jelentek meg. 
2014-től az MTA, illetve ma az ELTE Kisebbségkutató Intézetének tudományos munkatársa. Az Intézet folyóirata, a Regio szerkesztője.

## Művei
- Dombosi történetek (novellák, Aaron Blummal és Mirnics Gyulával, 1998)
- Vajdasági magyar bölcsek protokollumai (1998)
- Spájz; Symposion, Szabadka, 2000
- Vajdasági lakoma. Az Új Symposion történetéről; Kalligram, Pozsony, 2005
- De ki viszi haza a biciklit? Monodráma, Újvidék, Krizsán Szilvia rendezésében és főszereplésével, 2010
- Van valami bejelentenivalója? Monodráma, Szabadka, Csernik Árpád rendezésében és főszereplésével, 2014
- Nem tudták, hogy tudják. Vajdasági magyar valóságirodalom (1945–1990); Pesti Kalligram, Bp., 2021
- Szociológiai tanulmányai az MTMT adatbázisában találhatók meg.

## Díjai
- Bábel-díj (1995, 1996)
- Sinkó Ervin-díj (1997)
- Sajtópáholy-díj (1999)
- Sziveri János-díj (1999)
- Móricz Zsigmond-ösztöndíj (2003)
- Schöpflin Aladár-ösztöndíj (2004)
- Marion Dönhoff Stiftung ösztöndíja (2018)